# Norma G. Hernandez
Norma G. Hernandez (* 19. Mai 1934 in El Paso (Texas)) ist eine US-amerikanische Mathematikerin und Hochschullehrerin. Sie ist eine der ersten in den USA geborenen Latinas, die in Mathematik promovierten.

## Leben und Forschung
Hernandez wurde als das älteste von vier überlebenden Kindern von Manuel Gonzalez und Ramona Rodriguez geboren. Sie wuchs in einer Großfamilie mit zwei Tanten auf, von denen eine Tante sie unterrichtete. Später besaß ihre Familie ein Lebensmittelgeschäft, welches sie nach der Schule leitete. Sie erlebte während ihrer Schulzeit an der High School und später am College Diskriminierung aufgrund des Geschlechts und der mexikanischen Abstammung. Die geschlechtsspezifische und ethnische Diskriminierung wurde an der Universität und im Berufsleben fortgesetzt. Sie immatrikulierte sich unmittelbar nach dem Abitur an der University of Texas at El Paso und studierte Mathematik. 1954 erhielt sie den Bachelor of Arts in Mathematik und heiratete Rodolfo Hernandez, mit dem sie vier Töchter bekam. 1955 unterrichtete sie als Grundschullehrerin im El Paso Independent School District und von 1957 bis 1960 unterrichtete sie im Austin School District. 1960 erwarb sie ihren Master of Arts in Mathematik an der University of Texas at Austin. Bis 1967 war sie Supervisorin der Sekundärmathematik im Schulbezirk El Paso und promovierte dann an der University of Texas. 1970 promovierte sie als erste in den USA geborene Latina in Mathematik mit der Dissertation: An observation system to analyze cognitive content of teacher discourse in a mathematics lesson. Anschließend arbeitete sie bis zu ihrer Pensionierung 2000 als Assistenzprofessorin an der Pädagogischen Hochschule der University of Texas at El Paso. Sie veröffentlichte viele Artikel, verfasste auch als Co-Autorin mehrere Bücher über gesellschaftspolitische Themen, die Latinos in den USA betreffen, und sie schrieb Monographien über verschiedene pädagogische Themen.

## Veröffentlichungen (Auswahl)
- 1972: Mathematics For the Bicultural Student. Paper presented at the Mathematics Colloquium New Mexico State University, Las Cruces, April 5. ERIC Clearinghouse on Rural Education and Small Schools. ED 060 987. (online; PDF; 737 kB).
- 1973: Variables Affecting Achievement of Middle School Mexican-American Students. In: Review of Educational Research, Band 43, Nr. 1 (Winter), S. 1–39. doi:10.3102/00346543043001001.
- 1985: mit Jorge A. Descamps: Factors affecting the achievement of Mexican-Americans. Bilingual Education Paper Series. Los Angeles, CA: Evaluation, Dissemination and Assessment Center, California State University, Los Angeles.
- 1988: mit Roberto E. Villarreal, Howard D. Neighbor: Latino Empowerment; Progress, Problems, and Prospects, Praeger Publishers Inc (Verlag), ISBN 978-0-313-26347-7.
- 1999: mit Luis Ortiz-Franco: Perspectives on Latinos (Changing the Faces of Mathematics) (englisch), ISBN 978-0873534642.
- 2005: Teaching Mathematics to the New Standards: Relearning the Dance. In: School Science and Mathematics, Band 105, Nr. 6.